# Radio Canada International
Radio Canada International (RCI) ist der Auslandsdienst von CBC/Radio-Canada. Er produziert im Funkhaus Montréal ein Onlineangebot in englischer, französischer, spanischer, arabischer und chinesischer Sprache, das auch Podcasts enthält. Die linearen Sendungen über Kurzwelle wurden im Jahr 2012 zunächst eingestellt und später mit geringer Sendeleistung wieder aufgenommen.

## Geschichte und Niedergang

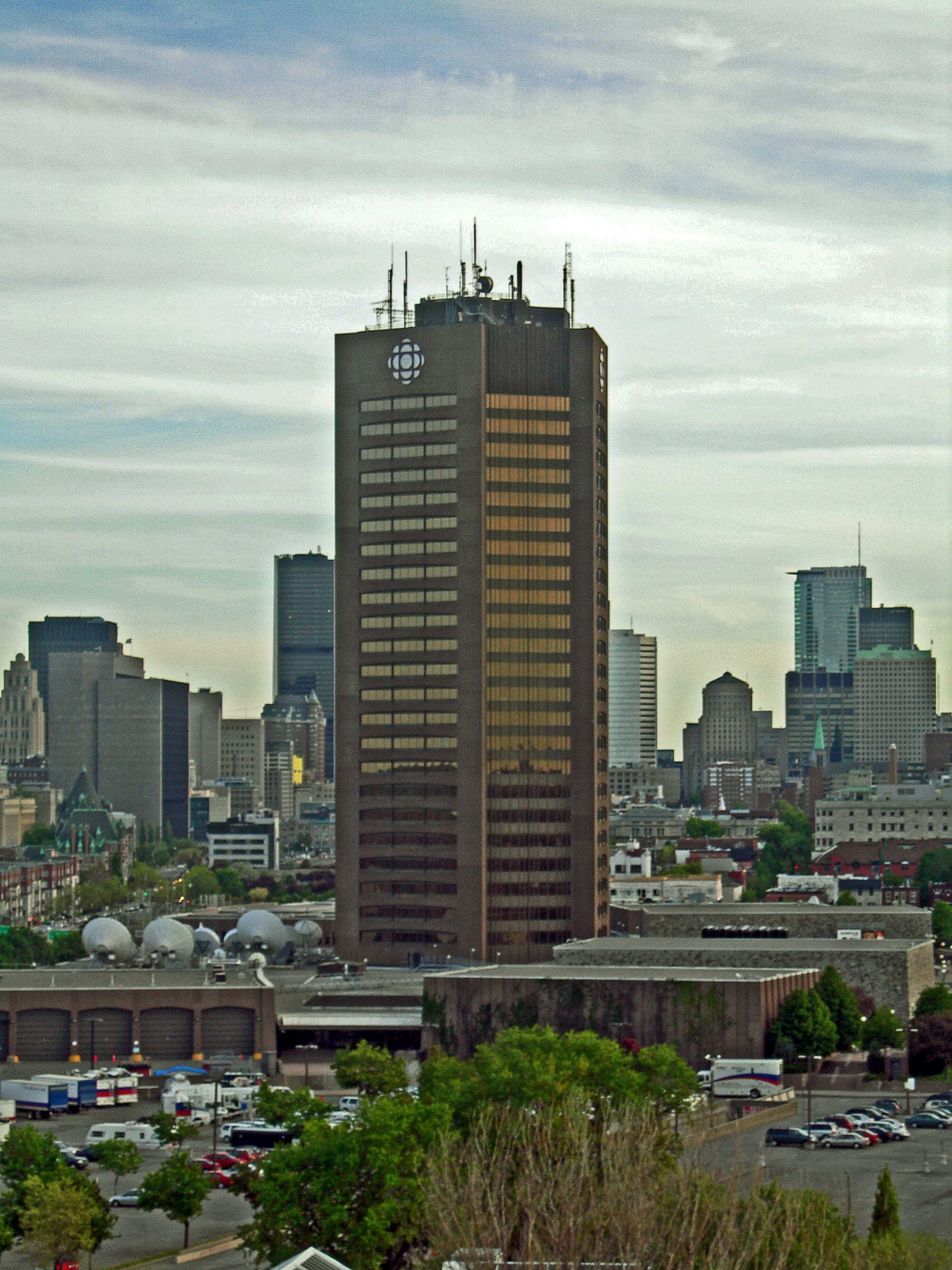
CBC-Funkhaus Montréal, seit 1972 Sitz von RCI

1945 begann die CBC ihren CBC International Service, zunächst mit Sendungen in Englisch, Französisch und Deutsch. In den 1940er und 1950er Jahren wurden täglich vier Sendeblöcke auf Deutsch ausgestrahlt zwischen frühem Nachmittag und später Nacht. 1987 betrug die Programmdauer des deutschsprachigen Rundfunkprogramms unter Leitung vom Gerd-Peter Pick täglich 30 Minuten. Zwischen 1946 und 1952 wurde er um eine Anzahl weiterer Fremdsprachenprogramme erweitert, von denen ein Teil allerdings schon 1955 eingestellt wurde. 1970 erhielt der Dienst den heutigen Namen Radio Canada International. Es folgten zwei Jahrzehnte des Ausbaus.
Ein Defizit des kanadischen Staatshaushaltes führte 1989 zum jähen Ende dieser Entwicklung. Nachdem zunächst eine völlige Schließung von RCI in Betracht gezogen worden war, wurde der Auslandsdienst nur noch als Rumpfangebot aufrechterhalten. Am 25. März 1991 endeten die Sendungen in Deutsch, Tschechisch, Ungarisch, Polnisch und Portugiesisch sowie die Eigenproduktionen in englischer und französischer Sprache. 1996 konnte eine Schließung von RCI erneut nur knapp abgewendet werden.
2006 kam es zu einer drastischen Änderung von Programmangebot und Zielgruppe. Mit dem Internetangebot RCI Viva und dem über das Satellitenradio Sirius verbreiteten Kanal RCI+ suchte RCI, sich an Immigranten in Kanada selbst zu wenden. RCI+ ersetzte kurzfristig auch das bis dahin in Nordamerika auf Kurzwelle verbreitete Angebot in Englisch und Französisch. Zu den Gründen für diesen Schritt gab RCI keine Erläuterungen.
Seine Kurzwellenverbreitung in Europa schränkte RCI 2004 ein. 2008 entfiel sie für die englischen und französischen Sendungen ganz. Das Programm RCI+ wurde 2011 nach nur fünf Jahren wieder eingestellt.
Zum Ende aller Hörfunksendungen von RCI, verbunden mit der Entlassung von zwei Dritteln der Mitarbeiter, führte schließlich eine Entscheidung der kanadischen Regierung, das Budget der CBC/Radio-Canada über den Zeitraum von 2012 bis 2015 um 10 Prozent zu kürzen. Der Sender entschied, für RCI statt 12,3 nur noch 2,3 Millionen Kanadische Dollar aufzuwenden. Damit entfiel auf RCI ein weit überproportionaler Anteil der Sparmaßnahmen des Senders. Die Hörfunksendungen von RCI endeten am 24. Juni 2012, wobei die letzten Ausgaben am vorangegangenen Freitag, dem 22. Juni 2012, produziert worden waren.
Mittlerweile werden wieder Sendungen in Englisch und Französisch auf Kurzwelle ausgestrahlt, dies geschieht über den Sender Kall-Krekel mit einer Leistung von 1 kW auf den Frequenzen 6005 kHz und 3985 kHz.
Am 3. Dezember 2020 wurden erneut erhebliche Einschnitte bekanntgegeben. So sollen der englisch- und der französischsprachige Dienst vollständig aufgegeben und durch bestehenden Angebote von CBC/Radio-Canada ersetzt werden. Die Dienste in Arabisch, Chinesisch und Spanisch werden unterdessen weiter verringert. Neue fremdsprachliche Programme (in Panjabi und Tagalog) sollen hinzukommen. Einhergehend ist die Reduzierung des verbliebenen Personals von 20 auf 9 Mitarbeiter vorgesehen. Die für RCI zuständige Gewerkschaft bezeichnet die geplanten Einschnitte als „Amoklauf“. Im Januar 2021 wurde die RCI-App deaktiviert, ihre Nutzer werden auf die RCI-Homepage umgeleitet.

## Ehemalige Sendeanlage
Die Kurzwellen-Sendeanlage von RCI befand sich nahe der Kleinstadt Sackville in der Provinz New Brunswick. Sie war zum Start des CBC-Auslandsdienstes zunächst mit zwei Sendern (Trägerleistung je 50 kW) in Betrieb gegangen. Ein signifikanter Ausbau erfolgte nach 1970 mit fünf jeweils 250 kW starken Sendern. Ab 1985 folgten weitere Sender in modernerer Technik, zunächst mit 100, ab 1993 dann wiederum 250 kW Leistung. Zuletzt lief in Sackville ein vollautomatisierter ausschließlich mit den seit 1993 installierten Sendern abgewickelter Betrieb.
Ergänzt wurde die Sendeanlage Sackville durch Kooperationen, über die RCI die Sendeanlagen anderer Stationen mitbenutzen konnte. Die erste derartige Zusammenarbeit begann 1966 mit der BBC, gefolgt von einer Kooperation mit der Deutschen Welle ab 1972. Die BBC übernahm die deutsche Sendung von RCI auch auf ihrer UKW-Frequenz in Berlin und trug so zu deren Popularität bei.
Nach der Einstellung der Tätigkeit von RCI erfüllte CBC/Radio-Canada noch bis zum Oktober 2012 bestehende Ausstrahlungsverträge mit ihren Partnern und weiteren externen Kunden, begann jedoch bereits mit dem Rückbau der Anlagen. Zunächst aufrechterhalten wurde die Ausstrahlung eines Inlandsprogramms für Labrador auf 9625 kHz, bis dort als Ersatz bestimmte UKW-Sender betriebsbereit waren. Mit der Abschaltung dieser Frequenz am 30. November 2012 endete der Sendebetrieb in Sackville endgültig. Die Antennenmasten wurden 2014 abgerissen.
Die Sendeanlage Sackville und ihr Abbruch sind Gegenstand eines experimentellen Dokumentarfilms, der auf 35-mm-Film gedreht wurde und, wie die Autorin bemerkt, ein sterbendes Medium mit einem sterbenden Medium dokumentiert.

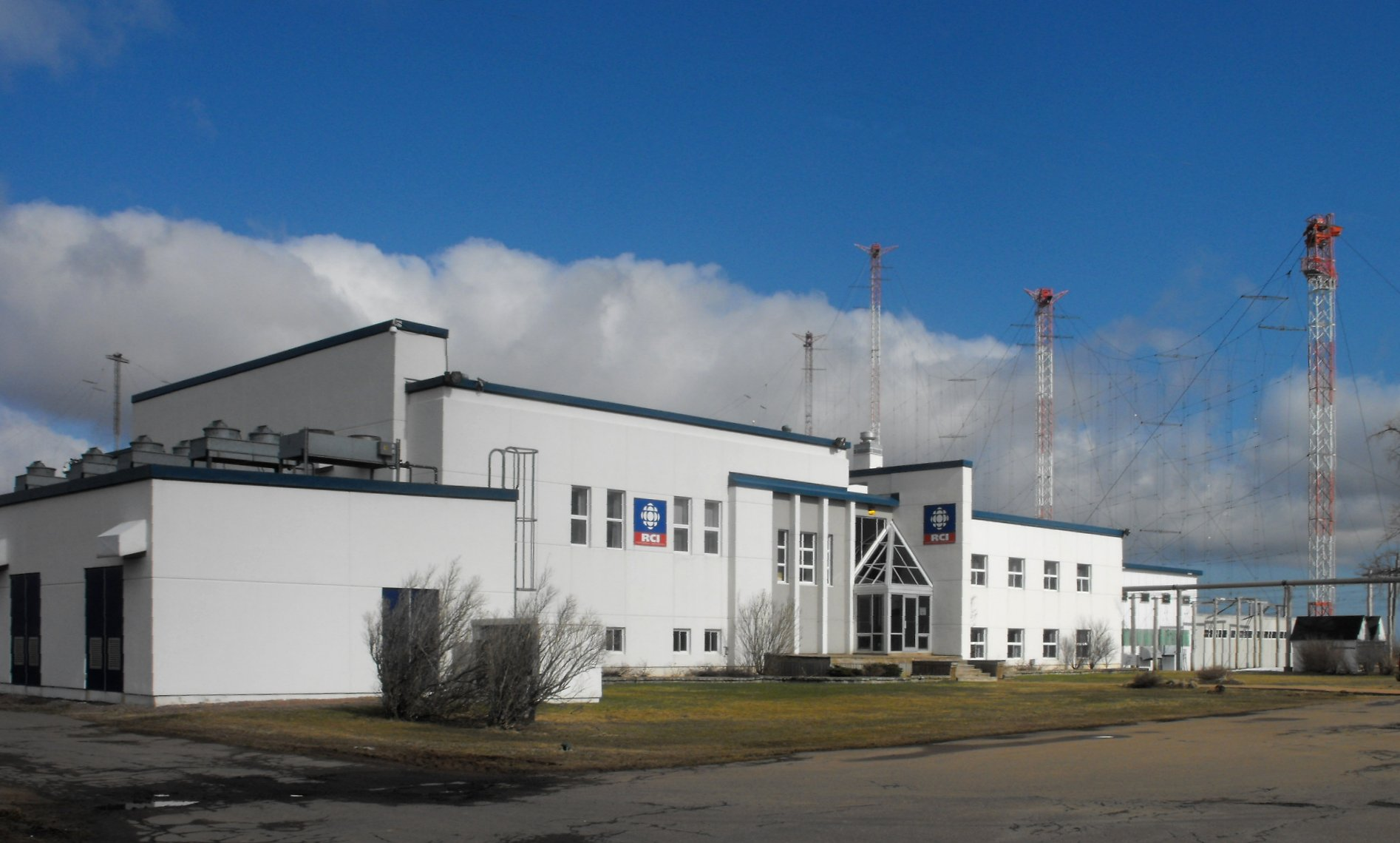
Technikgebäude der Sendestation Sackville, Zustand 2009
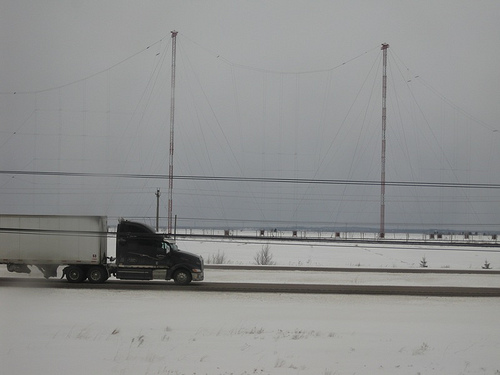
Vorhangantenne der Sendestation Sackville, Zustand 2009